# Пьяцца, Марсия
Марсия Рита Гисела Пьяцца Супрани (исп. Marzia Rita Gisela Piazza Suprani ) (род.21 мая 1951 года) — венесуэльская фотомодель, Мисс Венесуэла 1969 года, четвёртая вице-мисс на конкурсе -1969.

## Конкурсы красоты
Марсия Рита Гисела Пьяцца Супрани родилась 21 мая 1951 года. В восемнадцать лет приняла участие в конкурсе красоты Мисс Венесуэла. Тогда победительницей Мария Хосе Йеличи. Марсия Пьяцца заняла второе место. Но, спустя три месяца, Мария Хосе Йеличи отказалась от титула, чтобы выйти замуж. Корона перешла Марсии. Она же отправилась представлять Венесуэлу на конкурсе Мисс Мира. В финале, состоявшемся 22 ноября 1969 года в Лондоне, Марсия Пьяцца стала четвёртой вице-мисс. Победа же досталась австрийке Еве Рюбер-Штайер.

## Дальнейшая жизнь
Марсия Пьяцца замужем во второй раз. Имеет парфюмерный бизнес.